# Diviziuni administrative ale Surinamului
Structura actuală a  districtelor  Surinam din  1980.
| #  | District   | Capitala        | Suprafață (km²) | Suprafață (%) | Populație (2004) | Populație (%) | Densitate (loc./km²) | Harta                   |
| -- | ---------- | --------------- | --------------- | ------------- | ---------------- | ------------- | -------------------- | ----------------------- |
| 1  | Brokopondo | Brokopondo      | 7364            | 4,5           | 13.299           | 2,7           | 1,8                  | Districten van Suriname |
| 2  | Commewijne | Nieuw-Amsterdam | 2353            | 1,4           | 24.657           | 5,1           | 10,5                 | Districten van Suriname |
| 3  | Coronie    | Totness         | 3902            | 2,4           | 2.809            | 0,6           | 0,7                  | Districten van Suriname |
| 4  | Marowijne  | Albina          | 4627            | 2,8           | 16.641           | 3,4           | 3,6                  | Districten van Suriname |
| 5  | Nickerie   | Nieuw-Nickerie  | 5353            | 3,3           | 36.611           | 7,5           | 6,8                  | Districten van Suriname |
| 6  | Para       | Onverwacht      | 5393            | 3,3           | 18.958           | 3,9           | 3,5                  | Districten van Suriname |
| 7  | Paramaribo | Paramaribo      | 183             | 1,1           | 243.640          | 50,0          | 1331,4               | Districten van Suriname |
| 8  | Saramacca  | Groningen       | 3636            | 2,2           | 16.135           | 3,3           | 4,4                  | Districten van Suriname |
| 9  | Sipaliwini | nici una        | 130.567         | 79,7          | 28.202           | 5,8           | 0,2                  | Districten van Suriname |
| 10 | Wanica     | Lelydorp        | 442             | 2,7           | 86.072           | 17,7          | 194,7                | Districten van Suriname |
|    | SURINAM    | Paramaribo      | 163.820         | 100,0         | 487.024          | 100,0         | 3,0                  |                         |